# 和平北路
和平北路，是山西省太原市的一个主要交通道路。
太原市和平北路是太原市的一条主要道路，北起金桥西街，南至迎泽西大街，沿线及周边有太原重型机械集团有限公司、玉门河公园等。交通路线有6路、7路、10路、12路、17路、412路、602路、803路、821路、827路、832路、835路、866路。